# Zmutt

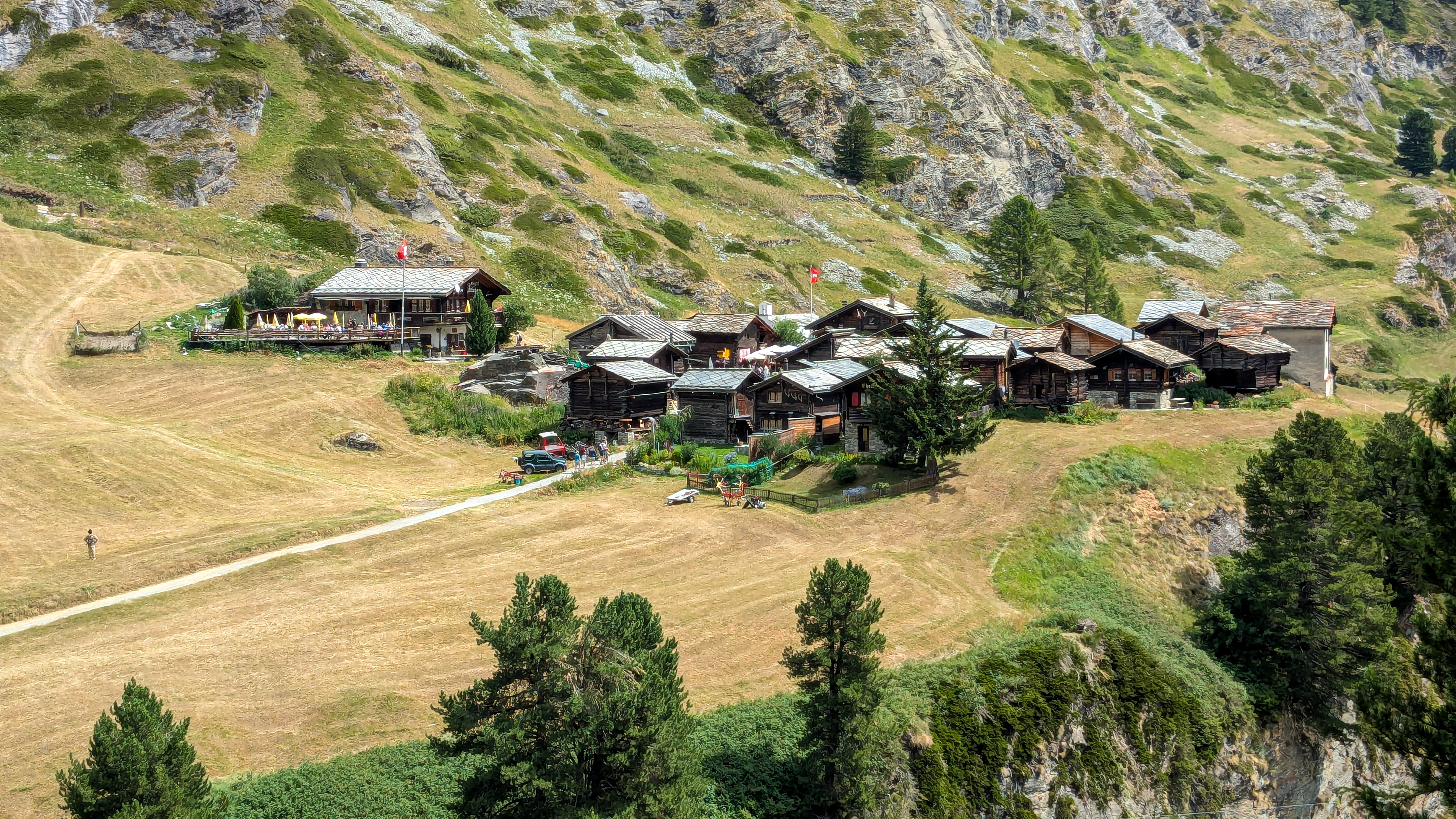
Weiler Zmutt in Zermatt

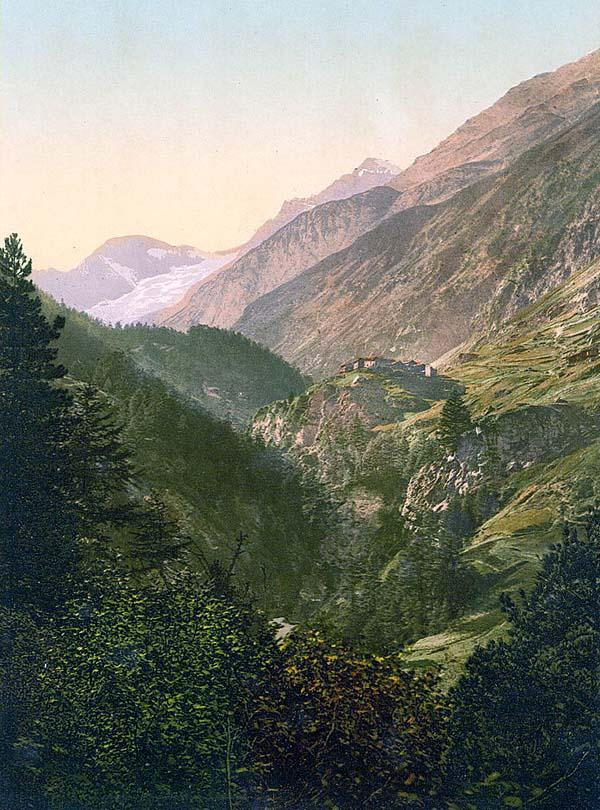
Zmutttal und der Hohwänggletscher auf einer Postkarte von 1890

Zmutt (oder eigentlich Z’Mutt) ist ein Weiler in der Gemeinde Zermatt, im Kanton Wallis, Schweiz, und liegt auf einer Höhe von 1936 m ü. M. im Zmutttal westlich von Zermatt. Er besteht aus etwa 20 Holzhäusern, erbaut im typischen Walliser Stil. Die Dorfkapelle ist auf die heilige Katharina von Alexandrien geweiht, Schutzpatronin des Wallis. Das Tal, welches durch den Zmuttbach durchflossen wird, verläuft unterhalb der Nordwand des Matterhorns und beginnt beim Zmuttgletscher an der Grenze ins Aostatal in Italien. Der Weiler ist heute mit seinen zwei Restaurants ein beliebtes Wanderziel, circa 3 km westlich befindet sich mit der Stafelalp ein weiteres Restaurant auf einer Höhe von 2200 m.

## Wassernutzung
Die Mauer des Zmutt-Stausees wurde im Jahre 1964 errichtet und ist 74 m hoch. Der See ist durch Stollen mit dem Staudammsystem der Grande Dixence verbunden, das Wasser wird in einer unterirdischen Pumpstation über 400m hoch in den Hauptstollen gepumpt. Im Dorf Zermatt befindet sich eine aus dem Stausee gespeiste Anlage zur Stromerzeugung durch Wasserkraft.

## Sonstiges
Ein Kuriosum: Für den Bau dieser Staumauer wurde eine Luftseilbahn erbaut, die zum Schutz des Dorfbilds des Weilers Z'Mutt zwei Kurven enthält. Dies ist für Pendelbahnen sehr ungewöhnlich. Die Bahn existiert immer noch; sie dient allerdings nur als Werksbahn, es findet kein öffentlicher Personenverkehr statt.